# Astrolabium
Astrolabiet (Græsk: ἁστρολάβον, astrolabon) er et antikt måleapparat, der kunne bruges til at løse mange forskellige problemer, der er relateret til tid og positionen af solen og stjernerne. Man kan blandt andet bestemme himmellegemers højde og finde den lokale tid. Det blev brugt af både astronomer, navigatører (i et vist omfang, man brugte en afart af astrolabiet kaldt ”sø-astrolabium”) og astrologer.
Astrolabiet blev opfundet i det antikke Grækenland. Det blev hurtigt taget i brug i den arabiske verden. Grunden til, at det blev taget i brug så hurtigt i den arabiske verden, var, at astrolabiet var en meget præcis metode til at finde Mekka på. Desuden kunne man med apparatet finde tiderne til Salah bønnerne, hvilket gjorde det lettere for muslimerne. Senere kom det til Europa, hvor det blev forenklet.
Man brugte den noget simplere udgave af astrolabiet bl.a. til søs, og det blev brugt i vid udstrækning af opdagelsesrejsende. Astrolabiet mødte sit endeligt i slutningen af 1700-tallet, da sekstanten blev opfundet. Jakobsstaven blev opfundet, før astrolabiet gik af brug.

## Historie
Det er svært at vide, hvornår og af hvem astrolabiet blev opfundet, men forskellige peger på begyndelsespunktet.
Den første var Apollonius, som levede ca. 225 f.Kr. Apollonius, som beskrev keglesnit, studerede astrolabiets projektion. Det var dog Hipparchus, der ca. 180 f.Kr. fik den største indflydelse på astrolabiets projektion. Hipparchus redefinerede det til at være noget, der kunne løse komplekse astronomiske problemer.
Det tidligste bevis på en egentlig maskine, der brugte den stereografiske projektion, blev beskrevet af den romanske skriver og arkitekt Marcus Vitruvius Pollio, som levede fra år ca. 88 til 22 f.Kr. Marcus beskrev et anaforisk ur, altså et ur, der viser alle 365 dage på et år, som brugte mekanismerne fra den stereografiske projektion. Den var dog ikke hovedemnet i denne Marcus' De archiectura.
Det var først ca. år 150, at den første store afhandling om stereografike projektion blev lavet: Claudius Ptolemæus skrev sin afhandling i Planisphaerium. Der er hentydninger i denne afhandling, der peger på, at Claudius selv skulle være manden bag det første astrolabium, men intet er sikkert.
Det er usikkert hvem, der var den første, der lavede et astrolabium ud fra den stereografiske teori. Theon af Alexandria skrev i år ca. 390 en afhandling om astrolabiet. Den lagde grunden til, hvad der blev skrevet i resten af middelalderen. De tidligste beskrivelser af selve instrumentet kom først ca. 550 af John Philoponos på græsk. Biskoppen Severus Sebokht skrev desuden en afhandling om astrolabiet. Han beskrev, at de astrolabier, han arbejdede med, var lavet af messing, og dermed var de kristne altså forud for den islamiske verden og det Bysantz.
Den islamiske verden så først astrolabiet i 800-tallet. Det var i de islamiske lande, at astrolabiet blev fuldt udviklet. Den islamiske verden var hurtigt parat til at udvikle astrolabiet, fordi de brugte det til at vide, hvornår der skulle bedes Salah, og til finde Mekka. Det var desuden de muslimske astronomer, som introducerede azimut på astrolabiet. Efterhånden flyttede astrolabiet med muslimerne gennem først Nordafrika og siden ind i Spanien. Det skete allerede i det 11. århundrede men blev ikke udbredt i Europa før mellem 12. og 13. århundrede. Dermed blev europæerne introduceret til astrolabiet gennem den islamiske tro. I Spanien var det igennem de kristne klostre, at de fik læren om astrolabiet. De første astrolabium, der kom til Europa, blev importeret fra den muslimske del af Spanien. Derfra skete der flere fremskridt af astrolabiet. I slutningen af 1200-tallet var der skrevet ca. 10 afhandlinger om astrolabiet – bare hundrede år senere var der skrevet flere hundrede. Desuden fjernede man nogle indgraveringer som muslimerne havde brugt til islamiske bønner og tilføjede i stedet astrologisk information.
Astrolabiet blev videre udbredt i 15. og 16. århundrede i Europa. Det blev anerkendt som et fundamentalt redskab for læren om astronomien. Astrolabiet blev dog primært brugt til astrologi.
For at denne udbredelse kunne ske, krævede det, at der var manufaktur, datidens industri. I starten var det individuelle mennesker, som lavede astrolabier. Det foregik hovedsageligt i Tyskland og Frankrig. Frankrigs produktion var dog ikke nær så stor som Tysklands. I stedet for de små individuelle manufakturer kom der små værksteder. Stilen af de forskellige astrolabier blev bestemt af mesteren, og hvis han døde eller trak sig tilbage, mistede de ansatte arbejdet. De astrolabier, som værkstederne producerede, var af messing og fortsat kostbare. Med bogtrykkerkunsten blev det muligt at lave astrolabier på papir, hvilket gjorde det muligt for andre end de velhavende at anskaffe sig et.
Der kom mange varianter bl.a. et universelt astrolabium, der virkerede på alle breddegrader. Normalt virkede det kun på samme breddegrad, hvis man ville have præcise målinger. Problemet var bare, at det universale astrolabium var alt for dyrt og besværligt at benytte. Derfor blev det aldrig brugt i samme omfang som det planiferiske astrolabium.
Det planiferiske astrolabium er det normale astrolabium.
En anden type astrolabium var et astrolabium, hvor hele støbningen var reduceret til en kvadrant. Ideen var, at det var meget billigere at fremstille end det planiferiske astrolabium. Der blev lavet mange udviklinger af kvadranten, og den mest populære var Gunters kvadrant. Den var lettere at bruge end de gamle kvadranter.
Brugen af astrolabium døde hen i 1700-tallet. Det skyldtes, at penduluret blev opfundet. Med penduluret kom forskellige videnskabelige opfindelser som teleskopet, der var langt mere pålidelige. Til søfart blev sekstanten opfundet.

## Brug af astrolabiet
I det 10. århundrede beskrev al-Sufi, en af de mest berømte astronomer i den islamiske verden, i en afhandling, at astrolabiet kunne bruges til mere end 1.000 forskellige ting. Han har muligvis overvurderet instrumentet, men det var muligt at løse mange problemer, der ellers var besværliggjort af matematikken. Det var alt lige fra astronomi, astrologi, horoskoper, til at finde Mekka og hvad klokken var. Det er dog ikke meget, der er sket med de mest fundamentale funktioner af et astrolabium gennem tiden. Det er et relationsforhold mellem bevægelserne af stjernerne, set fra en bestemt breddegrad på jorden, og en bestemt tid. Med dette kan man finde tiden til stjernerne og solen og finde deres position. Måden, man brugte astrolabiet på, var, at man lod det hænge i en lodret linje. Derefter kunne positionen af planeterne, månerne, solen etc. afmåles direkte på en gradinddelt skala, der var på astrolabiet.
Et astrolabiums to mest almindelige egenskaber var at finde den lokale tid, og hvornår der skete astronomiske begivenheder som solopgange, stjernekulminationer mv. Fordelen ved at bruge astrolabiet var, at man undgik sofistikeret matematik. Desuden gav astrolabiet et illustrativt billede af det, man ville undersøge.
Det var muligt at skabe et primitivt ur med et astrolabium. I 1410 havde man færdiggjort et ur i Prag, der baserede sig på et astrolabium. Dette ur har siden været igennem flere modifikationer og restaureringer. Det originale ur bestod kun af en astrolabisk urskive og en koncentrisk ring. Uret var udstyret så det drejede rundt på en stjernedag, svarende til ca. 23 timer og 56 minutter. Tiden var justeret til bohemetimer og begyndte derfor forfra hver morgen til solopgang. Uret blev ombygget i 1566 til at bruge to gange tolv timers timer (AM/PM). Man tilføjede endvidere en måneviser, der nu kunne vise månens position. Uret kunne i forvejen vise solens position.
Ud over alt det kunne det også bruges til at navigere med. Det var en forenklet udgave af det originale planiferiske astrolabium, man brugte, og det bestod kun af en tung gradinddelt metalring. Der var en viser med sigtehul i hver ende af viseren på midten af ringen. Den egnede sig bedre til søs, da det normale astrolabium var for besværligt at bruge til søs. Med instrumentet kunne man finde den breddegrad, skibet befandt sig på. Det var dog ikke muligt at finde længdegrader med sø-astrolabiet. Instrumentet havde op til mellem fire og fem graders afvigelse. Når man havde fundet den breddegrad, skibet befandt sig på, sejlede man hen til den breddegrad, man gerne ville til. Efter at være ankommet dertil sejlede man mod vest eller øst af breddegraden, indtil man ankom, hvor man gerne ville. Denne metode var vældig populær i det 15. århundrede og det 16. århundrede. En af de mest kendte opdagelsesrejsende Christopher Columbus brugte blandt andre instrumenter også et astrolabium til at finde vejen til Indien – der så viste sig at være Amerika i stedet.
Ifølge Koranen skal muslimer bede Salah, som er de fem bønner dagligt. Når dette sker, skal man vende hovedet mod Qibla (Mekka). Det kan være ret besværligt at finde ud af, hvilken retning Qibla er, men det skabte astrolabiet en løsning for. Med et astrolabium kunne man finde Qibla. Af samme grund blev astrolabiet hurtigt udspredt i den muslimske verden.
Det var dog ikke den rene idyl. Astrolabiet var stadig meget dyrt, hvor det blev lavet af messing.

## Konstruktion
Et astrolabium har en diameter, hvis størrelse er ca. 15 til 20 centimeter. De mest kendte var lavet af messing, men der fandtes også astrolabium lavet af træ og papir. De første astrolabium var lavet af træ. Kun de færreste af disse har overlevet gennem tiden.
På forsiden af astrolabiet fandt man to forskellige slags dele. De stillesiddende dele viste tiden og den stereografiske projektion fra en bestemt breddegrad. De roterende dele illustrerer den daglige himmelrotation.
Astrolabiets skelet bestod af en plade, som hedder mater (latinsk for mor) og var udhulet i midten for at kunne få messingplader lagt ind i den. Kanten af mater var ofte inddelt i 24 timer på de europæiske astrolabier. De islamiske udgaver havde ikke opdelt kanten i 24 timer men brugte i stedet hellige symboler. De plader (messingpladerne), som lå i det udhulede rum i mater, var indgraveret med cirkler, der skulle vise højden og azimut for en bestemt breddegrad. Pladerne var endvidere indgraveret med den lokale breddegrad. Nogle astrolabium havde begge af siderne på pladerne indgraveret, så man kunne bruge astrolabiet til mere end en breddegrad.
Astrolabiet bestod også af en rete. Den sad oven på de plader, der lå i den udhulede mater. Reten er en gennemboret messingplade, som bl.a. viste nogle stjerner men også solens årlige bane i himlen. Hvis man drejede reten rundt, ville man finde de nye koordinater til stjernerne. En rotation på 360 grader svarede til en dag. Oven på reten var der på visse astrolabier en rule, der forestiller en viser fra et ur.
Når man skulle tage målinger med et astrolabium, hængtes astrolabiet op i en snor. Der var en ring i toppen af astrolabiet, hvor man kunne sætte snoren i.
På bagsiden af astrolabiet var der indgraveret forskellige skalaer, alt efter hvornår og hvor, instrumentet var lavet. Alle astrolabier indeholdt imidlertid skalaer til at udregne vinkler, og skalaer til at finde solens længdegrad. Udover dette varierede de skalaer, der fandtes på astrolabiet. Muslimerne havde ofte en skala til at finde Mekka med, og mange europæiske astrolabier havde en skala til at løse simpel trigonometri. Det var op til designeren hvilke skalaer, der skulle være på astrolabiet.